# Kent West (circonscription du Parlement européen)
Avant l’adoption uniforme de la représentation proportionnelle en 1999, le Royaume-Uni utilisait le système uninominal à un tour pour les élections européennes en Angleterre, en Écosse et au pays de Galles. Les conscriptions du Parlement européen utilisées dans ce système étaient plus petites que les circonscriptions régionales les plus récentes et ne comptaient chacune qu'un seul membre au Parlement européen.
La circonscription de Kent West était l'une d'entre elles.

## Limites
1979–1984: Dartford; East Surrey; Gillingham; Gravesend; Rochester and Chatham; Royal Tunbridge Wells; Sevenoaks; Tonbridge and Malling.
1984–1994: Dartford; Gillingham; Gravesham; Medway; Mid Kent; Sevenoaks; Tonbridge and Malling; Tunbridge Wells.
1994–1999: Dartford; Gillingham; Gravesham; Maidstone; Medway; Mid Kent; Tonbridge and Malling.

## Membre du Parlement européen
| Élection                    | Élection | Portrait | Membre        | Parti        |
| --------------------------- | -------- | -------- | ------------- | ------------ |
|                             | 1979     |          | Ben Patterson | Conservateur |
|                             | 1994     |          | Peter Skinner | Travailliste |
| 1999 circonscription abolie |          |          |               |              |

## Résultats des élections
Les candidats élus sont indiqués en gras.
| Parti         | Parti                                  | Candidat      | Voix    | %    | ± |
| ------------- | -------------------------------------- | ------------- | ------- | ---- | - |
|               | Conservateur                           | Ben Patterson | 113,961 | 60,7 | ' |
|               | Travailliste                           | A.J. Humphris | 46,482  | 24,8 |   |
|               | Liberal                                | S. Blow       | 27,127  | 14,5 |   |
| Majorité      | Majorité                               | Majorité      | 67,479  | 35,9 |   |
| Participation | Participation                          | Participation | 187,570 | 32,9 |   |
|               | Conservateur vainqueur (nouveau siège) |               |         |      |   |

| Parti         | Parti                | Candidat             | Voix    | %    | ±     |
| ------------- | -------------------- | -------------------- | ------- | ---- | ----- |
|               | Conservateur         | Ben Patterson        | 85,414  | 48,9 | -11.8 |
|               | Travailliste         | A. Woodhams          | 50,784  | 29,1 | +4.3  |
|               | Liberal              | P.H. Billenness      | 33,306  | 19,1 | +4.6  |
|               | Ecologie             | Mrs C.A. Bunyan      | 4,991   | 2,9  | New   |
| Majorité      | Majorité             | Majorité             | 34,630  | 19,8 | -16.1 |
| Participation | Participation        | Participation        | 174,495 | 30,8 | -2.1  |
|               | Conservateur retenir | Conservateur retenir | Swing   | -8.1 |       |

| Parti         | Parti                | Candidat             | Voix    | %    | ±     |
| ------------- | -------------------- | -------------------- | ------- | ---- | ----- |
|               | Conservateur         | Ben Patterson        | 82,519  | 43,4 | -5.5  |
|               | Travailliste         | P.L. Sloman          | 58,469  | 30,7 | +1.6  |
|               | Green                | J. Tidy              | 33,202  | 17,4 | +14.5 |
|               | SLD                  | J.B. Doherty         | 16,087  | 8,5  | -10.6 |
| Majorité      | Majorité             | Majorité             | 24,050  | 12,7 | -7.1  |
| Participation | Participation        | Participation        | 190,277 | 33,4 | +2.6  |
|               | Conservateur retenir | Conservateur retenir | Swing   | -3.6 |       |

| Parti         | Parti                                   | Candidat                                | Voix    | %     | ±     |
| ------------- | --------------------------------------- | --------------------------------------- | ------- | ----- | ----- |
|               | Travailliste                            | Peter Skinner                           | 77,346  | 41,0  | +10.3 |
|               | Conservateur                            | Ben Patterson                           | 60,569  | 32,1  | -11.3 |
|               | Libéral Démocrate                       | J. Daly                                 | 33,869  | 17,9  | +9.4  |
|               | UKIP                                    | Craig Mackinlay                         | 9,750   | 5,2   | New   |
|               | Green                                   | Mrs P.A. Kemp                           | 5,651   | 3,0   | -14.4 |
|               | Natural Law                             | J.J. Bowler                             | 1,598   | 0,8   | New   |
| Majorité      | Majorité                                | Majorité                                | 16,777  | 8,9   | N/A   |
| Participation | Participation                           | Participation                           | 188,783 | 37,3  | +3.9  |
|               | Travailliste vainqueur sur Conservateur | Travailliste vainqueur sur Conservateur | Swing   | +10.8 |       |